# Stróża (wieś w powiecie pajęczańskim)

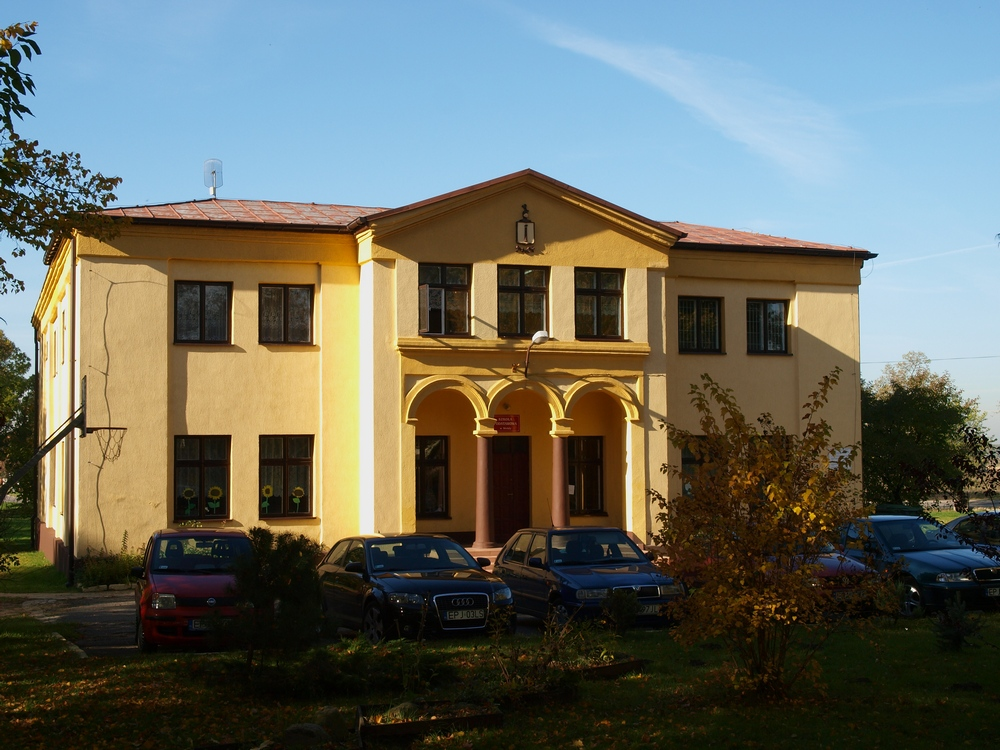
Szkoła w Stróży dawniej dwór

Stróża – wieś w Polsce położona w województwie łódzkim, w powiecie pajęczańskim, w gminie Rząśnia.
W latach 1975–1998 miejscowość należała administracyjnie do województwa piotrkowskiego.
Wieś leży przy drodze wojewódzkiej nr 483 (Częstochowa – Łask) 50 km od Częstochowy. Mieści się w niej zabytkowy, drewniany kościół parafialny pod wezwaniem św. Kazimierza Królewicza oraz pałac, w którym do 2015 roku znajdowała się szkoła podstawowa.

## Zabytki
Według rejestru zabytków Narodowego Instytutu Dziedzictwa na listę zabytków wpisane są obiekty:
- kościół parafialny pw. św. św. Kazimierza i Józefa, drewniany, XVII/XVIII w.,nr rej. zabytku : 450-X-48 z 23.08.1948 oraz 252 z 31.08.1967
- pałac, XIX w., nr rej.: 10/44 z 27.05.1946